# Jon Lee Anderson
Pour les articles homonymes, voir Lee Anderson et Anderson.
Jon Lee Anderson est un biographe, auteur, journaliste d'investigation, correspondant de guerre  américain né le 15 janvier 1957. Il a été rédacteur pour The New Yorker,  travaillant dans des zones de guerre, notamment Afghanistan, Irak ou Liban.  Anderson a également écrit pour le New York Times, Harper's, Life et The Nation. Anderson a dressé le profil de dirigeants politiques tels que Hugo Chávez, Fidel Castro, Che Guevara et Augusto Pinochet. 

## Biographie
Jon Lee Anderson a commencé à travailler comme reporter en 1979 pour le Lima Times au Pérou. Au cours des années 1980, il a couvert l'Amérique centrale, d'abord pour le chroniqueur Jack Anderson,  et plus tard pour le Time, Life, The Nation et Harper's. Anderson est également l'auteur d'une biographie du révolutionnaire marxiste Che Guevara intitulée Che Guevara: A Revolutionary Life, publiée pour la première fois en 1997. Lors de ses recherches pour écrire cette biographie, il permet de découvrir l'emplacement des restes de Che Guevara en Bolivie qui seront exhumés en 1997. 